# Miles Aiken
Miles Aiken , (nacido el 27 de diciembre de 1941 en Nueva York, Nueva York)  es un exjugador, entrenador y comentarista de baloncesto estadounidense. Con 1.98 de estatura, su puesto natural en la cancha era el de pívot.
Destacó en el equipo universitario de St. Bonaventure College y sus actuaciones presagiaban una exitosa carrera en la NBA, pero una lesión en la rodilla provocó que no entrara en el Draft de 1965 y ficha por el Águilas Escolapios Schuss de Bilbao, entrenado por Díaz Miguel con la intención de permanecer un año en Europa, pero consigue ser el máximo anotador de la liga española y ficha por el Real Madrid por dos temporadas que al final por sus buenas actuaciones se convirtieron en cuatro. Las diferencias con el entrenador del Real Madrid, Pedro Ferrándiz, provocan que abandone el equipo y fiche por el Fides Napoli, equipo donde se retira y se convierte en entrenador y consiguiendo dirigir a la selección de baloncesto de Inglaterra durante ocho años. Compagina su labor de entrenador con la de comentarista deportivo principalmente para Chanel 4 de la BBC.

## Trayectoria
- 1962-1965: Universidad de St. Bonaventure
- 1965-1966: Águilas Escolapios Schuss de Bilbao
- 1966-1969: Real Madrid
- 1969-1970: Fides Napoli

## Títulos
- 2x Copas de Europa (1967, 1968).
- 1 Liga  (1966).
- Máximo anotador de la 1966.